# Xanthomixis
Xanthomixis és un gènere d'ocells de la família dels bernièrids (Bernieridae). És originari de Madagascar.

## Taxonomia
Segons la Classificació del Congrés Ornitològic Internacional (versió 15.1, 2025) aquest gènere conté tres espècies:
- Xanthomixis zosterops - tetraka d'ulleres.
- Xanthomixis apperti - tetraka d'Appert.
- Xanthomixis cinereiceps - tetraka capgrís.

### Especies anteriors
Anteriorment, el tetraka fosc (ara Crossleyia tenebrosa) estava inclòs en aquesta gènere però en base d'estudis moleculars (Younger et al. 2019) es va desplaçar a Crossleyia.